# Мари (город-государство)

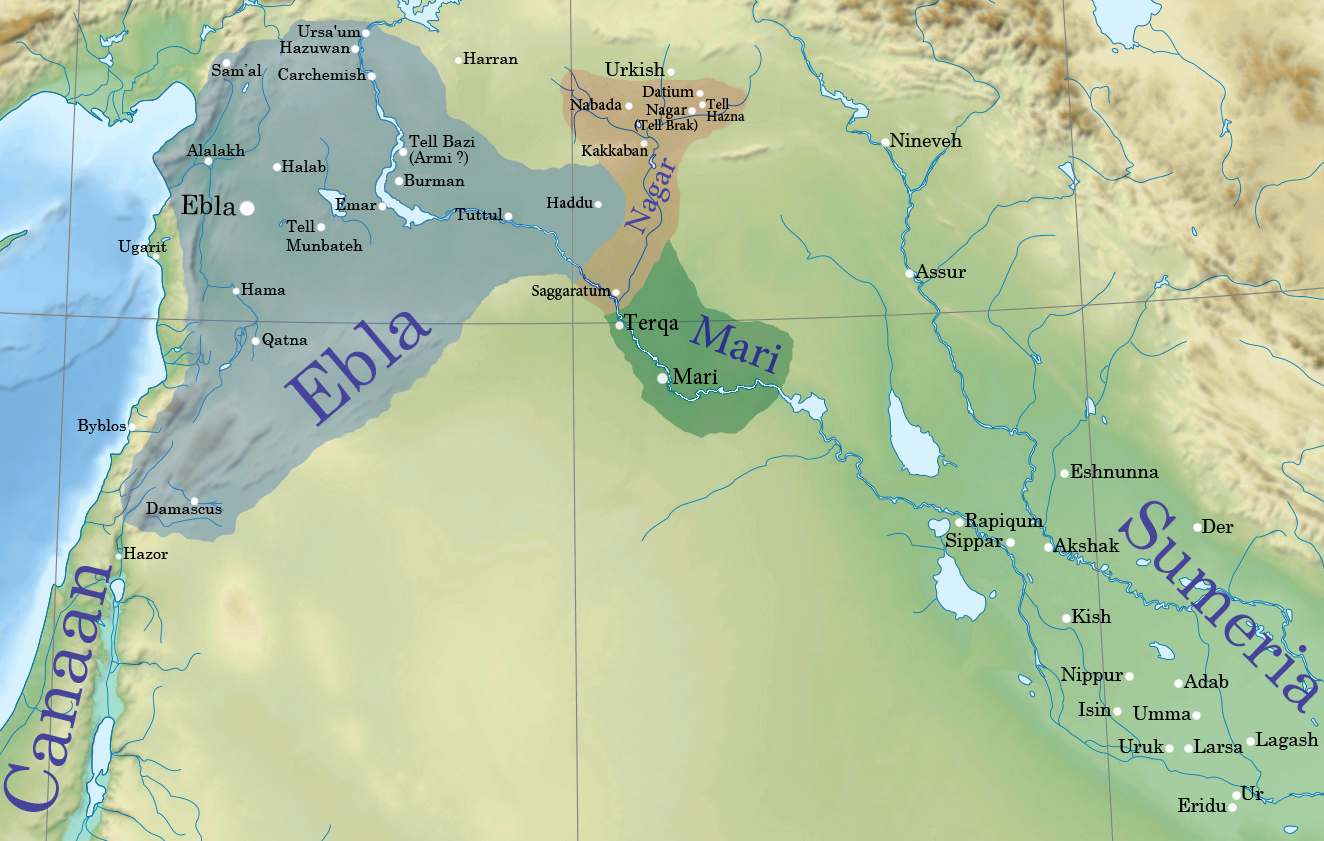
Мари в 2340 году до н. э.

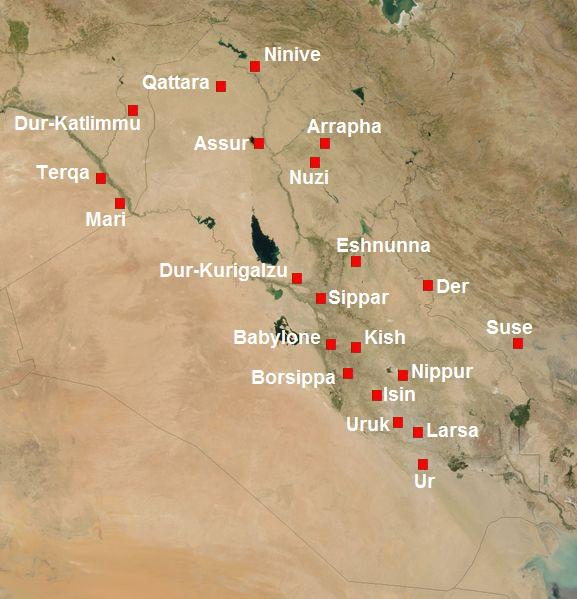
Мари на карте Междуречья

Ма́ри — город-государство, существовавшее на берегу Евфрата в Сирии в 3-м—2-м тысячелетиях до н. э. Самый западный из городов Шумера. Руины — городище Телль-Харири около современного города Абу-Кемаль — были впервые исследованы командой археологов из Лувра в 1933 году. Практически нетронутый царский архив Мари был перевезён в музеи Дамаска и Алеппо. Многие артефакты из Мари также экспонируются в Лувре.

## История

### Первое царство

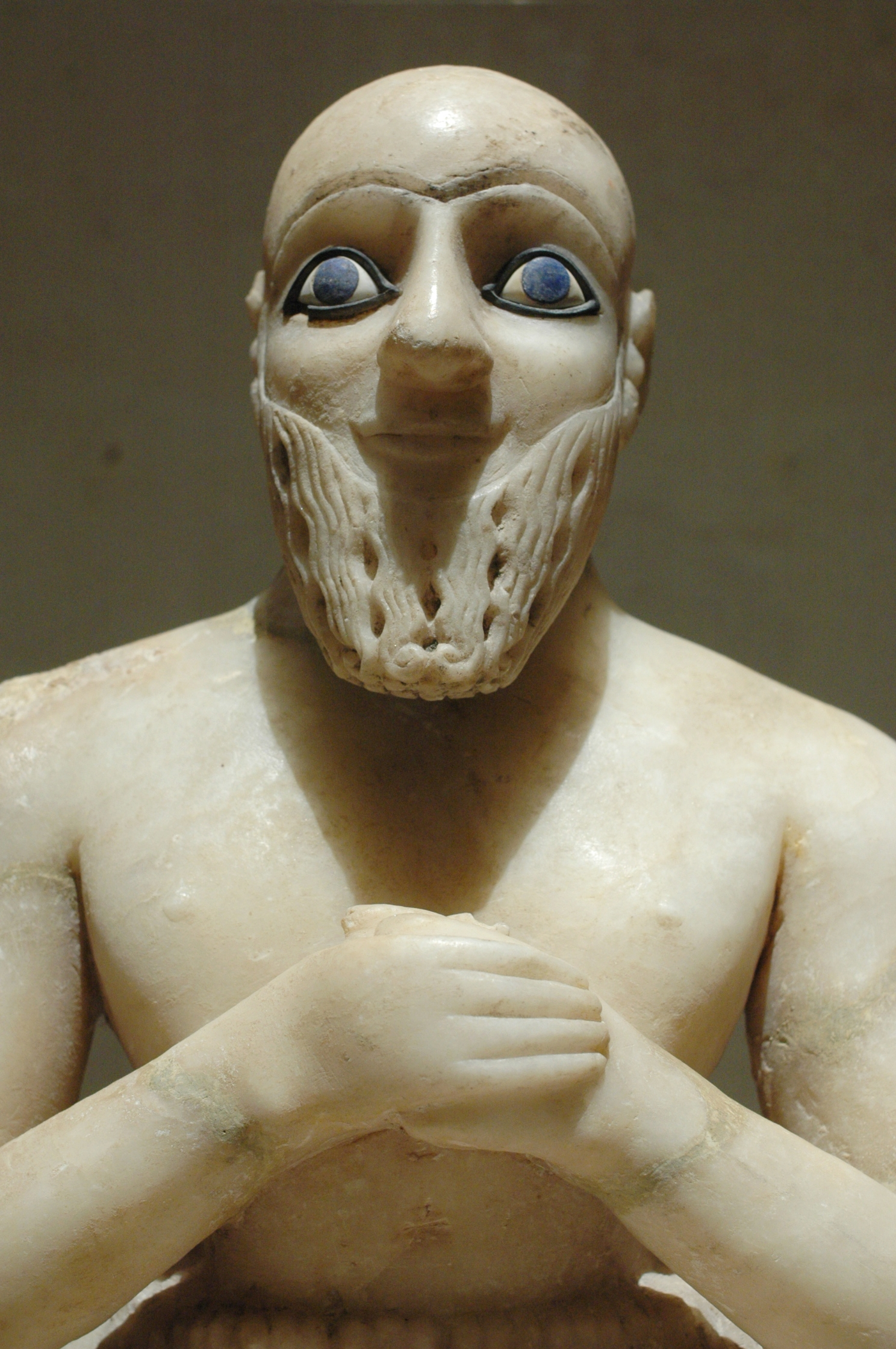
Статуэтка высокопоставленного чиновника из храма Иштар в Мари (ок. 2400 г. до н. э.)

Считается, что город-государство вырос не из небольшого поселения, а изначально был основан как достаточно крупный город около 2900 года до н. э. во время Первого раннединастического периода в Месопотамии для контроля над водными путями Евфрата, связывавшими Левант и шумерский юг региона. Его построили в 1—2 километрах от реки для защиты от наводнений и соединили с рекой искусственным каналом длиной 7—10 километров.
Раскопки города были трудными, так как над ним в дальнейшем строились новые жилища. В ходе раскопок археологи обнаружили круглую насыпь, защищавшую город от наводнений. На ней был участок длиной в 300 метров для садов и ремесленных кварталов, окружённый круговым валом толщиной 6—7 метров и высотой в 8—10 метров. Среди других обнаруженных находок известны одни из ворот, что вели в город, улица от них к центру и жилые дома. В Мари был центральный курган, но ни храма, ни дворца на нем обнаружено не было, но при этом археологи раскопали большое (35 на 25 метров) здание, которое, скорее всего, имело административную функцию, с каменным фундаментом и комнатами длиной до 12 и шириной до 6 метров. В конце Второго раннединастического периода в Месопотамии, то есть около 2550 года до н. э., город по неизвестной причине был покинут.

### Второе царство
Во время столетней войны с Эблой вначале марийский лугаль Сауму захватил многие владения эблаитов, однако в середине XXV века до н. э. царь Эблы Кун-Даму разбил Мари.

### Третье царство
К началу 3 этапа Раннединастического периода относится набег, предпринятый из Мари на южные районы Двуречья. Составитель «Шумерского царского списка», знал о династии Мари из какого-то самостоятельного источника, который он, однако не успел правильно связать с другими своими сведениями и поэтому поместил в списке эту династию не на месте, а много позднее по порядку, чем следовало. В действительности один из царей, а именно царь, возглавляющий династию Мари в «Шумерском царском списке» и установивший свою гегемонию в южном Двуречье, имя которого точно прочесть не представляется возможным (предположительно, оно читается как Илишир), был, как видно, современником последних царей из династии Гильгамеша. «Шумерский царский список» называет в составе той же династии Мари ещё несколько царей, но исходя из хронологических соображений ясно, что все они в действительности свою гегемонию на юге Месопотамии уже не осуществляли.

## Правители Мари

### I династия Мари
| Правитель                                                           | Эпитет              | Продолжительность правления | Приблизительные даты  | Комментарий |
| ------------------------------------------------------------------- | ------------------- | --------------------------- | --------------------- | ----------- |
| Анбу                                                                |                     | 30 лет                      | ок. XXV века до н. э. |             |
| Анба                                                                | «сын Анбу»          | 17 лет                      |                       |             |
| Бази                                                                | «кожевник»          | 30 лет                      |                       |             |
| Зизи                                                                | «валяльщик»         | 20 лет                      |                       |             |
| Лимер                                                               | «„gudug“ священник» | 30 лет                      |                       |             |
| Шаррум-итер                                                         | 9 лет               |                             |                       |             |
| «Когда Мари был повержен (в сражении), престол был перенесён в Киш» |                     |                             |                       |             |

Главенство переходит к Кишу

### II династия Мари
- Илшу
- Ламги-Мари[англ.]
- Икун-Шамаш[англ.] (ок.2500 до н. э.)
- Икун-Шамаган[англ.]
- Ансуд[англ.]
- Са’уму[англ.]
- Иштуп-Шар[англ.]
- Икун-Мари[англ.]
- Иплул-Иль
- Ни-зи[кат.]
- Энна-Даган[кат.]
- Икун-Шар[кат.]
- Иги (?)
- Хида’ар[кат.]
- Шура (?)
- Иски-Мари

завоевание Аккада (XXIV—XXIII вв. до н. э.)
завоевание III династии Ура (XXII—XXI вв. до н. э.)
В конце XXI в. до н. э. Мари восстановило независимость.

### Династия Шакканакку (ок. 2266—1837 до н. э.)

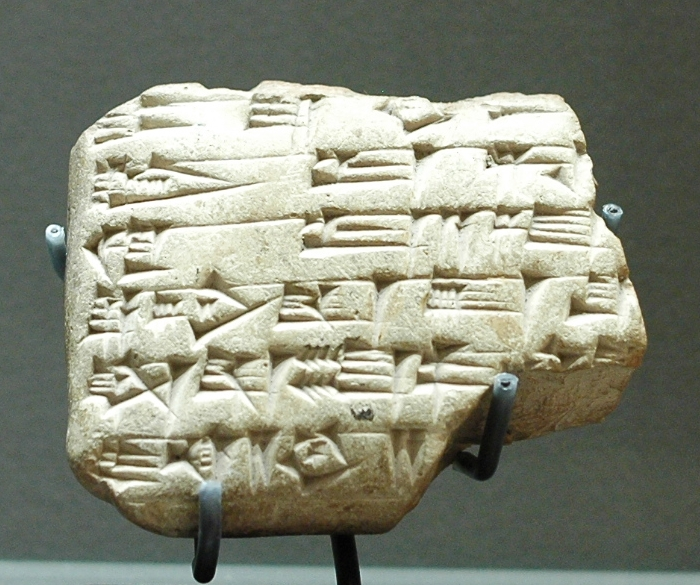
Табличка Зимри-Лима, последнего царя Мари

- Идидиш
- Шу-Даган
- Ишма-Даган[англ.]
- Нур-Мер[англ.]
- Иштуп-илум[англ.]
- Ишгум-Адду[англ.]
- Апил-Кин[англ.]
- Идин-Эль
- Или-Ишар[англ.]
- Иди-илум[англ.] (?)
- Тура-Даган[англ.]
- Пузур-Иштар
- Хитлал-Эрра
- Ханун-Даган[англ.]
- Иси-Даган
- Эннин-Даган
- Итур-(…)
- Амер-Нуну
- Тир-Даган
- Даган-(…)
- Милага (?) (… — 1837)

### Династия Лим
- Яггид-Лим, 21 год (1836—1816)
- Яхдун-Лим, 17 лет (1815—1799)
- Суму-Яман, 2 года (1798—1797)
- Ясмах-Адад, сын Шамши-Адада I, 19 лет (1796—1778)
- Ишар-Лим (1778—1776)
- Зимри-Лим, сын Яхдун-Лима, 19 лет (1776—1759)

В 1758 до н. э. Мари было захвачено вавилонским царём Хаммурапи. В дальнейшем самостоятельной роли не играло.